# Lijst van voetbalinterlands Maleisië - Zuid-Korea
Deze lijst van voetbalinterlands is een overzicht van alle officiële voetbalwedstrijden tussen de nationale teams van Maleisië en Zuid-Korea. De landen hebben tot op heden 63 keer tegen elkaar gespeeld. De eerste ontmoeting, een vriendschappelijke wedstrijd, werd gespeeld in Kuala Lumpur op 30 augustus 1959. Het laatste duel, een groepswedstrijd tijdens de Azië Cup 2023, vond plaats op 25 januari 2024 in Al Wakrah (Qatar).

## Wedstrijden
| №  | Plaats       | Datum             | Competitie                 | Wedstrijd             | Uitslag |
| -- | ------------ | ----------------- | -------------------------- | --------------------- | ------- |
| 1  | Kuala Lumpur | 30 augustus 1959  | Vriendschappelijk          | Malakka − Zuid-Korea  | 4 − 1   |
| 2  | Kuala Lumpur | 14 augustus 1960  | Vriendschappelijk          | Malakka − Zuid-Korea  | 0 − 0   |
| 3  | Jakarta      | 1 september 1962  | Aziatische Spelen 1962     | Malakka − Zuid-Korea  | 1 − 2   |
| 4  | Kuala Lumpur | 19 september 1962 | Vriendschappelijk          | Malakka − Zuid-Korea  | 3 − 1   |
| 5  | Kuala Lumpur | 16 augustus 1963  | Vriendschappelijk          | Malakka − Zuid-Korea  | 3 − 0   |
| 6  | Kuala Lumpur | 17 augustus 1965  | Vriendschappelijk          | Maleisië − Zuid-Korea | 0 − 2   |
| 7  | Kuala Lumpur | 27 augustus 1966  | Vriendschappelijk          | Maleisië − Zuid-Korea | 1 − 2   |
| 8  | Kuala Lumpur | 23 augustus 1967  | Vriendschappelijk          | Maleisië − Zuid-Korea | 1 − 3   |
| 9  | Saigon       | 11 november 1967  | Vriendschappelijk          | Zuid-Korea − Maleisië | 2 − 1   |
| 10 | Kuala Lumpur | 2 november 1969   | Vriendschappelijk          | Maleisië − Zuid-Korea | 4 − 1   |
| 11 | Bangkok      | 21 november 1969  | Vriendschappelijk          | Zuid-Korea − Maleisië | 2 − 0   |
| 12 | Bangkok      | 18 november 1970  | Vriendschappelijk          | Zuid-Korea − Maleisië | 2 − 0   |
| 13 | Seoel        | 6 mei 1971        | Vriendschappelijk          | Zuid-Korea − Maleisië | 5 − 1   |
| 14 | Bangkok      | 8 november 1971   | Vriendschappelijk          | Zuid-Korea − Maleisië | 2 − 2   |
| 15 | Kuala Lumpur | 29 juli 1972      | Vriendschappelijk          | Maleisië − Zuid-Korea | 1 − 2   |
| 16 | Seoel        | 24 september 1972 | Vriendschappelijk          | Zuid-Korea − Maleisië | 2 − 0   |
| 17 | Seoel        | 30 september 1972 | Vriendschappelijk          | Zuid-Korea − Maleisië | 1 − 0   |
| 18 | Seoel        | 21 mei 1973       | WK 1974 kwalificatie       | Zuid-Korea − Maleisië | 0 − 0   |
| 19 | Seoel        | 30 september 1973 | Vriendschappelijk          | Zuid-Korea − Maleisië | 2 − 0   |
| 20 | Bangkok      | 18 december 1973  | Vriendschappelijk          | Zuid-Korea − Maleisië | 0 − 0   |
| 21 | Bangkok      | 25 december 1973  | Vriendschappelijk          | Zuid-Korea − Maleisië | 2 − 1   |
| 22 | Kuala Lumpur | 23 juli 1974      | Vriendschappelijk          | Maleisië − Zuid-Korea | 1 − 0   |
| 23 | Kuala Lumpur | 4 augustus 1974   | Vriendschappelijk          | Maleisië − Zuid-Korea | 1 − 0   |
| 24 | Teheran      | 14 september 1974 | Aziatische Spelen 1974     | Maleisië − Zuid-Korea | 3 − 2   |
| 25 | Bangkok      | 18 december 1974  | Vriendschappelijk          | Zuid-Korea − Maleisië | 0 − 0   |
| 26 | Bangkok      | 16 maart 1975     | Azië Cup 1976 kwalificatie | Maleisië − Zuid-Korea | 2 − 1   |
| 27 | Jakarta      | 16 juni 1975      | Vriendschappelijk          | Maleisië − Zuid-Korea | 5 − 4   |
| 28 | Kuala Lumpur | 1 augustus 1975   | Vriendschappelijk          | Maleisië − Zuid-Korea | 1 − 3   |
| 29 | Kuala Lumpur | 17 augustus 1975  | Vriendschappelijk          | Maleisië − Zuid-Korea | 0 − 1   |
| 30 | Bangkok      | 2 januari 1976    | Vriendschappelijk          | Zuid-Korea − Maleisië | 4 − 0   |
| 31 | Jakarta      | 12 juni 1976      | Vriendschappelijk          | Maleisië − Zuid-Korea | 1 − 2   |
| 32 | Kuala Lumpur | 8 augustus 1976   | Vriendschappelijk          | Maleisië − Zuid-Korea | 2 − 1   |
| 33 | Seoel        | 11 november 1976  | Vriendschappelijk          | Zuid-Korea − Maleisië | 4 − 4   |
| 34 | Bangkok      | 22 december 1976  | Vriendschappelijk          | Maleisië − Zuid-Korea | 1 − 1   |
| 35 | Kuala Lumpur | 17 juli 1977      | Vriendschappelijk          | Maleisië − Zuid-Korea | 1 − 1   |
| 36 | Seoel        | 13 september 1977 | Vriendschappelijk          | Zuid-Korea − Maleisië | 3 − 0   |
| 37 | Bangkok      | 4 november 1977   | Vriendschappelijk          | Maleisië − Zuid-Korea | 0 − 1   |
| 38 | Bangkok      | 12 november 1977  | Vriendschappelijk          | Maleisië − Zuid-Korea | 0 − 0   |
| 39 | Bangkok      | 2 mei 1978        | Vriendschappelijk          | Maleisië − Zuid-Korea | 3 − 0   |
| 40 | Jakarta      | 19 juni 1978      | Vriendschappelijk          | Maleisië − Zuid-Korea | 1 − 3   |
| 41 | Kuala Lumpur | 21 juli 1978      | Vriendschappelijk          | Maleisië − Zuid-Korea | 1 − 3   |
| 42 | Daegu        | 11 september 1978 | Vriendschappelijk          | Zuid-Korea − Maleisië | 2 − 2   |
| 43 | Bangkok      | 18 december 1978  | Aziatische Spelen 1978     | Zuid-Korea − Maleisië | 1 − 0   |
| 44 | Seoel        | 23 augustus 1980  | Vriendschappelijk          | Zuid-Korea − Maleisië | 2 − 0   |
| 45 | Koeweit      | 16 september 1980 | Azië Cup 1980              | Zuid-Korea − Maleisië | 1 − 1   |
| 46 | Kuala Lumpur | 22 oktober 1980   | Vriendschappelijk          | Maleisië − Zuid-Korea | 1 − 1   |
| 47 | Bangkok      | 19 november 1980  | Vriendschappelijk          | Zuid-Korea − Maleisië | 3 − 0   |
| 48 | Koeweit      | 21 april 1981     | WK 1982 kwalificatie       | Zuid-Korea − Maleisië | 2 − 1   |
| 49 | Jeonju       | 17 juni 1981      | Vriendschappelijk          | Zuid-Korea − Maleisië | 2 − 0   |
| 50 | Bangkok      | 5 mei 1982        | Vriendschappelijk          | Zuid-Korea − Maleisië | 5 − 0   |
| 51 | Kuala Lumpur | 10 augustus 1982  | Vriendschappelijk          | Maleisië − Zuid-Korea | 1 − 2   |
| 52 | Singapore    | 7 oktober 1982    | Vriendschappelijk          | Zuid-Korea − Maleisië | 3 − 1   |
| 53 | Kuala Lumpur | 7 september 1984  | Vriendschappelijk          | Zuid-Korea − Maleisië | 3 − 1   |
| 54 | Calcutta     | 16 oktober 1984   | Azië Cup 1984 kwalificatie | Zuid-Korea − Maleisië | 0 − 0   |
| 55 | Kuala Lumpur | 10 maart 1985     | WK 1986 kwalificatie       | Maleisië − Zuid-Korea | 1 − 0   |
| 56 | Seoel        | 19 mei 1985       | WK 1986 kwalificatie       | Zuid-Korea − Maleisië | 2 − 0   |
| 57 | Pokhara      | 6 december 1986   | Vriendschappelijk          | Zuid-Korea − Maleisië | 2 − 1   |
| 58 | Seoel        | 27 mei 1989       | WK 1990 kwalificatie       | Zuid-Korea − Maleisië | 3 − 0   |
| 59 | Singapore    | 5 juni 1989       | WK 1990 kwalificatie       | Maleisië − Zuid-Korea | 0 − 3   |
| 60 | Jakarta      | 14 augustus 1992  | Vriendschappelijk          | Maleisië − Zuid-Korea | 0 − 1   |
| 61 | Jakarta      | 16 augustus 1992  | Vriendschappelijk          | Maleisië − Zuid-Korea | 2 − 1   |
| 62 | Kuala Lumpur | 14 februari 1993  | Vriendschappelijk          | Maleisië − Zuid-Korea | 3 − 1   |
| 63 | Al Wakrah    | 25 januari 2024   | Azië Cup 2023              | Zuid-Korea − Maleisië | 3 − 3   |

## Samenvatting
| Competitie            | Totaal gespeeld | Winst Maleisië | Gelijk | Winst Zuid-Korea | Doelsaldo Maleisië – Zuid-Korea |
| --------------------- | --------------- | -------------- | ------ | ---------------- | ------------------------------- |
| WK-kwalificatie       | 6               | 1              | 1      | 4                | 2 − 10                          |
| Azië Cup              | 2               | 0              | 2      | 0                | 4 − 4                           |
| Azië Cup-kwalificatie | 2               | 1              | 1      | 0                | 2 − 1                           |
| Aziatische Spelen     | 3               | 1              | 0      | 2                | 4 − 5                           |
| Vriendschappelijk     | 50              | 11             | 10     | 29               | 56 − 91                         |
| Totaal                | 63              | 14             | 14     | 35               | 68 − 111                        |

FAM · 
A-internationals · 
Maleisisch vrouwenelftal
Afghanistan ·
Algerije ·
Australië ·
Bahrein ·
Bangladesh ·
Bhutan ·
Bosnië en Herzegovina ·
Brazilië ·
Brunei ·
Cambodja ·
Canada ·
China ·
Engeland ·
Fiji ·
Filipijnen ·
Finland ·
Ghana ·
Hongkong ·
India ·
Indonesië ·
Irak ·
Iran ·
Israël ·
Jamaica ·
Japan ·
Jemen ·
Jordanië ·
Kenia ·
Kirgizië ·
Koeweit ·
Laos ·
Lesotho ·
Libanon ·
Liberia ·
Libië ·
Liechtenstein ·
Macau ·
Malediven ·
Marokko ·
Mongolië ·
Myanmar ·
Nepal ·
Nieuw-Zeeland ·
Noord-Korea ·
Oezbekistan ·
Oman ·
Oost-Timor ·
Pakistan ·
Palestina ·
Papoea-Nieuw-Guinea ·
Qatar ·
Saoedi-Arabië ·
Salomonseilanden ·
Senegal ·
Singapore ·
Sri Lanka ·
Syrië ·
Tadzjikistan ·
Taiwan ·
Thailand ·
Turkije ·
Turkmenistan ·
Uruguay ·
Verenigde Arabische Emiraten ·
Vietnam ·
Zuid-Korea ·
Zuid-Vietnam ·
Zweden
KFA · A-internationals · Selecties · Bondscoaches · Zuid-Koreaans vrouwenelftal · Olympisch elftal · Zuid-Korea U21 · Zuid-Korea U20 · Zuid-Korea U19 · Zuid-Korea U18 · Zuid-Korea U17
1940 – 1949 ·
1950 – 1959 ·
1960 – 1969 ·
1970 – 1979 ·
1980 – 1989 ·
1990 – 1999 ·
2000 – 2009 ·
2010 – 2019 ·
2020 − 2029
WK 1954 · 
WK 1986 · 
WK 1990 · 
WK 1994 · 
WK 1998 · 
WK 2002 · 
WK 2006 · 
WK 2010 · 
WK 2014 · 
WK 2018
OS 1948 ·
OS 1964 ·
OS 1988 ·
OS 1992 ·
OS 1996 ·
OS 2000 ·
OS 2004 ·
OS 2008 ·
OS 2012 ·
OS 2016 ·
OS 2020
1948 ·
1949 ·
1950 · 
1951 · 1952 · 
1953 · 
1954 · 
1955 · 
1956 · 
1957 · 
1958 · 
1959 ·
1960 · 
1961 · 
1962 · 
1963 · 
1964 · 
1965 · 
1966 · 
1967 · 
1968 · 
1969 ·
1970 · 
1971 · 
1972 · 
1973 · 
1974 · 
1975 · 
1976 · 
1977 · 
1978 · 
1979 ·
1980 · 
1981 · 
1982 · 
1983 · 
1984 · 
1985 · 
1986 · 
1987 · 
1988 · 
1989 ·
1990 ·
1991 · 
1992 · 
1993 · 
1994 · 
1995 · 
1996 · 
1997 · 
1998 · 
1999 · 
2000 · 
2001 · 
2002 · 
2003 · 
2004 · 
2005 · 
2006 · 
2007 · 
2008 · 
2009 · 
2010 · 
2011 ·
2012 ·
2013 ·
2014 ·
2015 ·
2016 ·
2017 ·
2018 ·
2019 ·
2020 ·
2021 ·
2022 ·
2023 ·
2024
Afghanistan ·
Algerije ·
Angola ·
Argentinië ·
Australië ·
Bahrein ·
Bangladesh ·
België ·
Bolivia ·
Bosnië en Herzegovina ·
Brazilië ·
Brunei ·
Bulgarije ·
Burkina Faso ·
Cambodja ·
Canada ·
Chili ·
China ·
Colombia ·
Costa Rica ·
Cuba ·
Denemarken ·
Duitsland ·
Ecuador ·
Egypte ·
El Salvador ·
Engeland ·
Filipijnen ·
Finland ·
Frankrijk ·
Georgië ·
Ghana ·
Griekenland ·
Guam ·
Guatemala ·
Haïti ·
Honduras ·
Hongarije ·
Hongkong ·
IJsland ·
India ·
Indonesië ·
Irak ·
Iran ·
Israël ·
Italië ·
Ivoorkust ·
Jamaica ·
Japan ·
Jemen ·
Joegoslavië ·
Jordanië ·
Kameroen ·
Kazachstan ·
Kenia ·
Kirgizië ·
Koeweit ·
Kroatië ·
Laos ·
Letland ·
Libanon ·
Libië ·
Luxemburg ·
Macau ·
Malediven ·
Maleisië ·
Mali ·
Malta ·
Marokko ·
Mexico ·
Moldavië ·
Mongolië ·
Myanmar ·
Nederland ·
Nepal ·
Nieuw-Zeeland ·
Nigeria ·
Noord-Ierland ·
Noord-Korea ·
Noord-Macedonië ·
Noorwegen ·
Oekraïne ·
Oezbekistan ·
Oman ·
Pakistan ·
Palestina ·
Panama ·
Paraguay ·
Peru ·
Polen ·
Portugal ·
Qatar ·
Roemenië ·
Rusland ·
Saoedi-Arabië ·
Schotland ·
Senegal ·
Servië ·
Servië en Montenegro ·
Singapore ·
Slowakije ·
Soedan ·
Spanje ·
Sri Lanka ·
Syrië ·
Tadzjikistan ·
Taiwan ·
Thailand ·
Togo ·
Trinidad en Tobago ·
Tsjechië ·
Tunesië ·
Turkije ·
Turkmenistan ·
Uruguay ·
Venezuela ·
Verenigde Arabische Emiraten ·
Verenigde Staten ·
Vietnam ·
Wales ·
Wit-Rusland ·
Zambia ·
Zuid-Jemen ·
Zuid-Vietnam ·
Zweden ·
Zwitserland
Algerije (2014) · 
Australië (2015, 2) ·
België (2014) · 
Duitsland (2018) · 
Frankrijk (2006) · 
Griekenland (2010) ·
Mexico (2018) ·
Nigeria (2010) · 
Portugal (2022) · 
Rusland (2014) · 
Togo (2006) · 
Zweden (2018) ·
Zwitserland (2006)